# 1777 aux échecs
| Années des échecs : 1774 - 1775 - 1776 - 1777 - 1778 - 1779 - 1780    |
| Décennies des échecs : 1740 - 1750 - 1760 - 1770 - 1780 - 1790 - 1800 |

Cet article présente les faits marquants de l'année 1777 aux échecs.

## Divers
- Analyse de la position de Philidor par le joueur éponyme.